# Biblioteca dell'Accademia di architettura di Mendrisio
La Biblioteca dell’Accademia di architettura di Mendrisio è una biblioteca universitaria dell’Accademia di architettura di Mendrisio che fa parte dell’Università della Svizzera italiana. La biblioteca ha sede a Mendrisio nel Canton Ticino in Svizzera. 
La biblioteca è specializzata in storia dell’architettura e dell’arte ed è una delle più grandi in Svizzera con la più vasta collezione di opere e fondi sui fenomeni artistici e architettonici ticinesi. La biblioteca è membro dal 2020 di Swiss Library Service Platform (SLSP).
È accessibile tramite il Servizio Bibliotecario Universitario (Sbu), il Sistema Bibliotecario Ticinese (Sbt) e dal 2011 è membro di Art Discovery Group Catalogue, catalogo internazionale di storia dell’arte e architettura che unisce il patrimonio librario internazionale di musei e biblioteche di arte e architettura.

## Storia
La Biblioteca dell’Accademia di architettura di Mendrisio nasce insieme all'accademia nel 1996. Viene collocata inizialmente al piano terra di Villa Argentina e poi spostato nel 2003 con un intervento di riorganizzazione di Peter Disch nell’edificio di Mario Botta e Aurelio Galfetti creato come aula polivalente costruito nel 1996-1997. Nel 2020 viene ristrutturato Palazzo Turconi per ospitare al primo piano la biblioteca con sale studio e sale riunioni.

## Collezione
La collezione è costituita da circa 160’000 monografie, 600 periodici cartacei specializzati in architettura e arte (di cui 300 abbonamenti attivi, 395 testate che hanno cessato la pubblicazione e circa 6'000 periodici elettronici). La biblioteca dà inoltre accesso a banche dati bibliografiche come Avery index to architectural periodicals, Bibliography of the history of arts, RSWB plus, Wilson Art Fulltext, JSTOR, Design and Applied Arts Index (DAAI), Artprice.com e banche dati iconografiche come ARTStor - Art Museum Image Gallery, Prometheus.
Le pubblicazioni accessibili nella biblioteca dell'Accademia di Mendrisio rispondono alle esigenze di studenti e studiosi dell’accademia e si concentrano su storia dell’architettura, cultura visuale, arti visive, teatro e arti performative, saggi critici di filosofia dell’arte e estetica. Con il tempo la biblioteca si è arricchita con documentazione internazionale su tecniche costruttive, architettura tradizionale, vernacolare e popolare: studi storici e critici, testi filologici e di storia urbana, libri fotografici e illustrati, analisi sociologiche, etnologiche e antropologiche e saggi con esperienze di auto-costruzione primitiva e storica, architettura spontanea e sociale, architettura vegetale con correlati testi su morfogenesi delle piante, bionica, biomeccanica, tecnologia e culture ecologiche.
I repertori iconografici includono compendi tipologici e manuali operativi.

### Fondi speciali
I fondi speciali sono di Pietro Bianchi, Agostino Bottinelli, André Corboz, famiglia Fortini, Christoph Frank, Enzo Frateili, Georg Germann, Jacques Gubler, Augusto Guidini padre e figlio, libreria L'Archivolto, Gino e Gianna Macconi, Americo Marazzi, Luigi Nessi, Carlo Gastone Della Torre di Rezzonico, Augusto Rima, Sergio Steffen, Emmanuel Stickelberger, Fritz Stuber, Virgilio Vercelloni, Stanislaus von Moos, Luigi Zaretti.
- Fondo L’Archivolto[3]. Il fondo del progetto culturale, libreria e galleria "L'Archivolto", nata a Milano nel 1980 per iniziativa dell’architetto Silvio San Pietro. Nel 1986 viene poi fondata la casa editrice Edizioni L'Archivolto, nel 2010 viene creato lo spazio multifunzionale L’ArchivoltoEvents e nel 2014 l’Archivolto cessa la sua attività. La documentazione del fondo si concentra su architettura, urbanistica, arte dei giardini, design, arredamento, arti decorative, storia locale e fotografia[4].
- Fondo Luca Beltrami[5] Il fondo raccogliere scritti di Luca Beltrami (Milano 1854 - Roma 1933), architetto, storico dell'arte, archeologo e parlamentare italiano. Beltrami fu uno dei primi architetti a sviluppare una particolare cultura del restauro e della conservazione dei monumenti storici, basata su un'accurata analisi della storia costruttiva degli edifici e sul loro contesto urbano.
- Fondo Jean-François Bergier[6]. Jean-François Bergier (Lausanne 1931 - Blonay 2009) ha studiato la storia delle Alpi e il fondo che consiste di 60 scatole di estratti e documenti è conservato presso la biblioteca del Laboratorio di Storia delle Alpi - LabiSAlp.
- Fondo Beat Brenk[7]. Beat Brenk (Basilea 1935 -) è uno storico dell’arte specializzatosi sulla tarda antichità e sul primo cristianesimo.
- Fondo Agostino Bottinelli[8]. L'architetto Agostino Bottinelli (1863 - 1958) – un discendente della famiglia Guidini – ha donato un fondo storico costituito da 250 libri di architettura, tra i quali alcuni volumi sette-ottocenteschi, quaderni manoscritti di Augusto Guidini Sr., lettere di antenati vari e diversi disegni architettonici di fine ottocento, provenienti in parte dal nonno Augusto Bottinelli (1863-1958) e in parte da Augusto Guidini Sr. Questi documenti completano la parte archivistica e artistica del Fondo Augusto Guidini Sr.
- Fondo André Corboz[9]. Il fondo conserva il lascito di André Corboz (Ginevra 1928 - Ginevra 2012), uno storico e teorico dell'architettura e della città svizzero che ha prodotto studi innovativi e originali su architettura, patrimonio storico, urbanistica e morfologia e sviluppo dei territori e degli insediamenti umani. Figura eclettica, André Corboz è poeta, giurista, ricercatore erudito, fotografo e bibliofilo.
- Fondo Carlo Castone Della Torre di Rezzonico[10]. Una parte della biblioteca di Carlo Castone Della Torre di Rezzonico (Como 1742 - Napoli 1796) viene acquisita dalla biblioteca nel 2011. Carlo Castone Della Torre di Rezzonico è un illustre poligrafo italiano del Settecento, pronipote di Clemente XIII e cugino del cardinale Carlo Rezzonico e del senatore di Roma Abbondio Rezzonico.
- Fondo Juan Josè e Pedro Fortini[11]. Il Fondo Fortini raccoglie la documentazione di architetti argentino originari del comune ticinese di Muggio. Giuseppe Fortini (1835-1896) a Buenos Aires è attestata dal 1855, mentre Miguel e il fratello Pedro giunsero attorno agli anni Settanta dell’Ottocento, dopo aver studiato a Zurigo. Il nipote, Juan José Fortini, nato in Argentina ma a sua volta rientrato a Zurigo per completare la propria formazione professionale, ha firmato alcuni degli edifici che hanno contribuito a cambiare la fisionomia di Buenos Aires all’inizio del XX secolo. I Fortini sono parenti di Luigi Fontana, architetto che ha disegnato Palazzo Turconi a Mendrisio.
- Fondo Christoph Frank[12]. Christoph Frank (Basilea 1963 - ) è uno storico dell'arte e dell'architettura che ha donato la sua biblioteca, sotto forma di contratto successorio, con pubblicazioni sull’Illuminismo, sulla storia della politica culturale nei secoli XIX e XX, e sulla storia del collezionismo e degli epistolari di artisti e collezionisti.
- Fondo Enzo Frateili[13]. Enzo Frateili (1914 - 1993) è un architetto, designer e teorico.
- Fondo librario provenienza Georg Germann[14]. Georg Germann (Basilea 1935 - Berna 2016) è uno storico dell'architettura e la sua biblioteca ha documentazione in particolare sui vari revival stilistici nella storia dell’arte e dell’architettura dell’Ottocento e la tutela e conservazione dei beni artistici e architettonici.
- Fondo Jacques Gubler[15]. Jacques Gubler (Nyon 1941 - ) è un teorico e storico dell'architettura.
- Fondo Augusto Guidini padre e figlio[16]. Il Fondo Augusto Guidini padre e figlio comprende con la biblioteca dell'eclettico architetto, politico e scrittore Augusto Guidini (1853-1928)[17] e del figlio, l'architetto razionalista Augusto Guidini (1895-1970). Gli archivi progettuali dei due architetti sono conservati all'interno dell'Archivio del Moderno.
- Fondo Martin Kunz[18]. Martin Kunz (Basilea, 6 ottobre 1947 – Lugano, 25 ottobre 2021) è stato uno storico dell'arte e curatore d'arte svizzero.
- Fondo Gino e Gianna Macconi[19]. Il fondo Gino e Gianna Macconi conta oltre 6'000 volumi. Gino Macconi (Verbania 1928 - Sorengo 1999) e Gianna Macconi sono protagonisti della vita artistica e culturale ticinese dal dopoguerra. La collezione d’arte di Gino e Gianna Macconi è conservata nel Museo d’Arte di Mendrisio.
- Fondo librario provenienza Americo Marazzi[20]. Americo Marazzi (Lugano 1879 - Lugano 1963) è un architetto e politico attivo a Lugano in Svizzera dai primi del ‘Novecento agli anni Cinquanta.
- Fondo librario provenienza Luigi Nessi[21]. Luigi Giovanni Antonio Nessi (1932 - 2009) è un architetto luganese.
- Fondo Augusto Rima[22]Augusto Rima (Mosogno 1916 - Locarno 2003) è un ingegnere ticinese, colto “polyhistor” e assiduo collezionista di libri sia di materie umanistiche sia di scienze naturali.
- Fondo Sergio Steffen[23]. Sergio Steffen (Soletta 1969 - Lugano 2008) è stato il responsabile della Biblioteca dell’Accademia di architettura dalla fondazione nel 1996 fino alla sua prematura scomparsa nel 2008. La sua biblioteca comprende letteratura italiana e americana in generale, e una predilezione per il poliziesco in particolare, storia, psicologia, geografia e una collezione di testi su musica jazz e rock.
- Fondo librario provenienza Emanuel Stickelberger[24]. Emanuel Stickelberger (Alassio 1882 - San Gallo 1962) è un industriale, scrittore e bibliofilo. Come appassionato bibliofilo crea una delle più ricercate biblioteche private a livello internazionale, battuta all’asta da Koller a Zurigo nel 2010.
- Fondo Fritz Stuber[25]. Fritz Stuber (Seedorf, Berna 1939 -) è un architetto e urbanista. Il suo fondo comprende documentazione inerente alle ricerche storiche e agli interventi conservativi eseguiti sotto la sua direzione, libri su urbanistica e teorie sulla pianificazione territoriale, testi di psicologia e sociologia ambientale, documenti sui piani urbanistici di New York e Sidney e una selezione di periodici internazionali relativi a questioni di pianificazione urbanistica e territoriale.
- Fondo Virgilio Vercelloni[26]. Il fondo dell'architetto urbanista, paesaggista e storico dell’architettura milanese di vasta cultura Virgilio Vercelloni (Milano 1930 - Milano 1995) è tra i primi fondi ad essere donato alla biblioteca e conta circa 8'000 volumi.
- Fondo Stanislaus von Moos[27]. Stanislaus von Moos (Lucerna 1940 - ) è uno storico dell’arte e teorico dell’architettura.
- Fondo Luigi Zaretti[28]. Luigi Zaretti è il direttore dei lavori della linea 1 della metropolitana milanese dal 1957 al 1963 per la società M.M. Il fondo consiste in sette classificatori di fotografie e in una scatola che contiene materiale progettuale e documentario. Le fotografie scattate durante i lavori provengono da varie agenzie fotografiche, tra cui Publifoto, Cera Foto Servizi e Photo News Giancolombo diretta da Gian Battista Colombo; tra le immagini anche foto di Guglielmo Chiolini (1900-1991).
- Fondo IN.CO. S.p.A. e Silvano Zorzi[29]. Il Fondo IN.CO. S.p.A. raccoglie la documentazione fotografica della società milanese con immagini di grandi opere strutturali in campo mondiale (ponti, viadotti, dighe, opere portuali, linee ferroviarie, metropolitane, grandi edifici civili ed industriali) in un arco di tempo che va dal 1950 al 1980. Le costruzioni riprodotte nelle fotografie furono progettate dall’ingegnere Silvano Zorzi (Padova 1921 - Milano 1994) e realizzate dalla società italiana IN.CO. Ingegneri Consulenti S.p.A.

- Fondo Fernando Astete[30]. Nell'iconoteca dell'Accademia di Mendrisio si trova anche la raccolta delle diapositive di Fernando Astete, antropologo e guardiano del parco di Machu Picchu in Perù, di cui ha guidato e rappresentato l'immagine pubblica. La raccolta appartiene all'USI.